# كارو
كارّو هي بلدية (كوميون) في مقاطعة كونيو في منطقة بيدمونت الإيطالية، وتقع على بعد نحو 70 كيلومتر (43 ميل) جنوب تورينو ونحو 30 كيلومتر (19 ميل) شمال شرق كونيو. ولد لويجي ايناودي، وهو أول رئيس جمهوري رسمي لإيطاليا، في كارّو. كما شهدت المدينة مرور قوات نابليون بونابرت خلال حملته في إيطاليا.
تقع كارو على حدود البلديات التالية: باستيا موندوفي ، بيني فاجينا ، كلافيسانا ، فاريجليانو ، ماجليانو ألبي ، موندوفي وبيوزو .

## الثقافة
يقام في كارو "معرض العنب" سنوياً في نهاية شهر سبتمبر كما يقام فيها معرض آخر يعرف بمعرض الثور السمين".
ثمة أسطورة تاريخية تسمى "لا داما بلو" (السيدة الزرقاء). كانت زوجة كونت كارو تذهب للصيد، ذات يوم خرجت للصيد مرتدية ثوباً أزرقاً وقتلت بسهم. يقال إن هذه السيدة تدخل قلعتها في الجمعة الأخيرة من كل شهر وتسير فيها لتجد قاتلها. كانت القلعة تُفتح بضعة أيام في السنة للرحلات، إلا أنها الآن مقراً لبنك.

## روابط خارجية
- http://www.comune.carru.cn.it/